# Tugulusaurus faciles
Il tugulusauro (Tugulusaurus faciles) è un dinosauro carnivoro appartenente ai celurosauri. Visse nel Cretaceo inferiore (circa 120 milioni di anni fa) e i suoi resti fossili sono stati ritrovati in Cina. È considerato uno dei celurosauri più primitivi.

## Classificazione
Questo dinosauro è stato descritto per la prima volta nel 1973 da parte di Dong Zhiming, che lo ritenne strettamente imparentato con i dinosauri - struzzo. I fossili noti (ritrovati nel Tugulu Group del bacino dello Junggar, nella regione dello Xinjiang) comprendono alcune vertebre caudali, parte delle zampe posteriori e frammenti di quelle anteriori. Negli anni successivi Tugulusaurus è stato considerato una chimera, formata da resti di carnosauro (le zampe anteriori) e di celurosauro (le zampe posteriori, forse di un ornitomimosauro). 
Nuove ricerche (Rauhut e Xu, 2005), tuttavia, hanno permesso di riconoscere caratteri distintivi che porrebbero questo animale in una posizione basale della linea evolutiva dei celurosauri: in particolare, Tugulusaurus possiede archi neurali stranamente ridotti e spostati in avanti, e il primo metacarpo insolitamente corto. Si suppone che fosse un veloce predatore, lungo circa tre metri.
Successive ricerche (Meso et al., 2025) pongono il genere all'interno della superfamiglia degli alvarezsauroidi, un gruppo di teropodi piuttosto derivato.
Un possibile stretto parente è Bicentenaria, un altro celurosauro basale proveniente dal Cretaceo inferiore dell'Argentina (Novas et al., 2012).